# Marathon van Hamburg 1999
De marathon van Hamburg 1999 werd gelopen op zondag 25 april 1999. Het was de veertiende editie van deze marathon.
De Keniaan David Ngetich kwam bij de mannen als eerste over de streep in 2:10.05. Bij de vrouwen wist de Duitse Katrin Dörre-Heinig voor de tweede achtereenvolgende maal de overwinning te behalen. Haar tijd was 2:24.35.
In totaal finishten 12.440 marathonlopers, waarvan 1891 vrouwen.

## Uitslagen

### Mannen
| rang   | naam                | land | tijd    |
| ------ | ------------------- | ---- | ------- |
| Goud   | David Ngetich       | KEN  | 2:10.05 |
| Zilver | Carsten Eich        | GER  | 2:10.22 |
| Brons  | Samuel Otieno       | KEN  | 2:10.41 |
| 4      | Elias Chebet        | KEN  | 2:10.52 |
| 5      | John Kiprono        | KEN  | 2:11.45 |
| 6      | Michael Buchleitner | AUT  | 2:12.43 |
| 7      | Igor Osmak          | UKR  | 2:12.52 |
| 8      | Stephen Rugut       | KEN  | 2:13.15 |
| 9      | Samson Ngolebus     | KEN  | 2:13.32 |
| 10     | Martin Strege       | GER  | 2:13.35 |
| 11     | Sergey Sokov        | BLR  | 2:13.36 |
| 12     | Viktor Röthlin      | SUI  | 2:13.36 |
| 13     | Michael Fietz       | GER  | 2:14.58 |
| 14     | Rik Ceulemans       | BEL  | 2:17.00 |
| 15     | Henno Haava         | EST  | 2:18.34 |
| 16     | Michael Haas        | GER  | 2:18.52 |
| 17     | John Schondelmayer  | GER  | 2:19.01 |
| 18     | Pavelas Fedorenka   | LTU  | 2:19.24 |
| 19     | John Mutisya        | KEN  | 2:19.40 |
| 20     | Vladislav Lipovsky  | SVK  | 2:19.48 |
| 21     | Zabelis Vassilios   | GRE  | 2:19.58 |
| 22     | Habib Boukechab     | GER  | 2:20.01 |
| 24     | Eicke Loch          | GER  | 2:20.31 |
| 25     | Timo-Pekka Kalermo  | FIN  | 2:20.40 |

### Vrouwen
| rang   | naam               | land | tijd    |
| ------ | ------------------ | ---- | ------- |
| Goud   | Katrin Dörre       | GER  | 2:24.35 |
| Zilver | Manuela Zipse      | GER  | 2:31.18 |
| Brons  | Anke Laws          | GER  | 2:33.05 |
| 4      | Judith Kiplimo     | KEN  | 2:33.40 |
| 5      | Silvana Trampuz    | ITA  | 2:33.50 |
| 6      | Sylvia Renz        | GER  | 2:34.26 |
| 7      | Martha Ernstdóttir | ISL  | 2:35.16 |
| 8      | Olga Kovpotina     | RUS  | 2:35.50 |
| 9      | Vilija Birbalaite  | LTU  | 2:39.14 |
| 10     | Sandra Kramer      | GER  | 2:40.25 |
| 11     | Romy Lindner       | GER  | 2:44.17 |
| 12     | Tina Walter        | GER  | 2:46.45 |
| 13     | Katharina Kaufmann | GER  | 2:47.10 |
| 14     | Annette Wolfrom    | GER  | 2:47.19 |
| 15     | Traudi Haselbeck   | GER  | 2:48.40 |
| 16     | Kerstin Brüning    | GER  | 2:48.47 |
| 17     | Ellen Schöner      | GER  | 2:49.01 |
| 18     | Sophie Bergmiller  | GER  | 2:50.43 |
| 19     | Petra Maak         | GER  | 2:51.17 |
| 21     | Doris Koslowski    | GER  | 2:51.37 |
| 23     | Karola Weiglein    | GER  | 2:53.01 |
| 24     | Ulrike Hoeltz      | GER  | 2:53.25 |
| 25     | Gudrun Depay       | GER  | 2:53.34 |

1986 · 1987 · 1988 · 1989 · 1990 · 1991 · 1992 · 1993 · 1994 · 1995 · 1996 · 1997 · 1998 · 1999 · 2000 · 2001 · 2002 · 2003 · 2004 · 2005 · 2006 · 2007 · 2008 · 2009 · 2010 · 2011 · 2012 · 2013 · 2014 · 2015 · 2016 · 2017